# Alexander Peacock

Sir Alexander J. Peacock, Premierminister des Bundesstaates Victoria

Sir Alexander James Peacock (* 11. Juni 1861 in Creswick, Victoria, Australien; † 7. Oktober 1933 in Creswick) war mehrfach Minister und dreimal Premierminister des australischen Bundesstaates Victoria.

## Leben
Der aus einer schottischen Familie entstammende Peacock heiratete am 1. Januar 1901, am Gründungstag des Australischen Bundes, Millie Gertrude Holden (1870–1948), die Tochter eines Auktionators. Das Ehepaar hatte keine Kinder.
Peacock war in jungen Jahren Lehrer in Creswick, lebte dann einige Jahre als kaufmännischer Angestellter in Melbourne, bevor er Mitarbeiter eines großen Minen-Managers in Creswick wurde. Danach kaufte er selbst einige Gold-Minen und hatte Läden in Creswick, Prahran, Ballarat und Melbourne.
Ab 1889 war Peacock Abgeordneter im Parlament des Staates Victoria, ab 1890 mehrmals Minister (Minister of Labour and Public Instruction) und in den Jahren 1901–1902, 1914–1917 und 1924 auch dreimal Premierminister des Bundesstaates Victoria. Zuletzt war er 1928–1933 Sprecher des Abgeordnetenhauses.
Die Öffentlichkeit gab Peacock den Spitznamen „lachender Premier“ wegen seines lauten, ansteckenden Lachens.
Peacock war Bruder in der Freimaurerloge Holden Research Circle No. 2, Parkdale in Creswick.
Seine Ehefrau Millie Peacock wurde 1933 nach dem Tod ihres Ehemannes und zehn Jahre nach Einführung des passiven Frauenwahlrechts als erste Frau Mitglied im Abgeordnetenhaus des Staates Victoria und übernahm sofort das Amt ihres Mannes als Sprecherin des Abgeordnetenhauses bis 1935.

## Ehrungen
- Ritterschlag als Knight Commander des Order of St. Michael and St. George (1902)